# راسيل ستون
راسيل ستون (بالإنجليزية: Russell Stone)‏ هو مؤرخ نيوزيلندي، ولد في 7 أبريل 1923 في أوكلاند في نيوزيلندا.